# William Fox
William Fox (ur. 1812 w South Shields w Anglii, zm. 23 czerwca 1893 w Auckland) – polityk nowozelandzki, czterokrotny premier Nowej Zelandii w czasach, gdy była jeszcze brytyjską kolonią.
Pochodził z dość zamożnej angielskiej rodziny, studiował w Oksfordzie i Londynie. Szczegóły dotyczące jego młodości zostały jak do tej pory słabo zbadane przez historyków - są w jego wczesnej biografii lata, o których nie wiadomo właściwie nic. Na początku lat 40. XIX wieku uzyskał prawo wykonywania zawodu adwokata, a w 1842 poślubił Sarę Halcomb. Wkrótce potem wspólnie postanowili wyemigrować do Nowej Zelandii, gdzie Fox kontynuował pracę prawnika, dorabiając jednocześnie jako dziennikarz lokalnych pism. W 1843 stracił uprawnienia adwokackie po tym, jak odmówił złożenia wymaganej nowozelandzkim prawem przysięgi.
W tym samym roku został zatrudniony przez New Zealand Company, instytucję odpowiedzialną za rozwój brytyjskiego osadnictwa na Nowej Zelandii. Został skierowany w okolice miasta Nelson, gdzie miał negocjować porozumienie między osadnikami a rdzenną ludnością maoryską. Z czasem stawał się postacią coraz bardziej znaną i zaangażowaną w kręgach nowozelandzkiej polityki. Opowiadał się za przyznaniem Nowej Zelandii autonomii politycznej w ramach imperium brytyjskiego.
W latach 1851–1855 odbył wraz z żoną długą podróż zagraniczną, w czasie której odwiedzili Wielką Brytanię, Kubę, USA i Kanadę. Jego powrót zbiegł się w czasie z nadaniem Nowej Zelandii konstytucji i utworzeniem władz autonomicznych. Został wybrany do parlamentu kolonii i już po 13 dniach zdołał obalić gabinet Henry’ego Sewella i utworzyć własny, który jednak również przetrwał zaledwie 13 dni. Po objęciu władzy przez Edwarda Stafforda początkowo odsunął się na boczny tor, ale wkrótce potem został przywódcą opozycji.
W 1861 udało mu się przeforsować wotum nieufności dla gabinetu Stafforda i zająć jego miejsce. Najważniejsze wprowadzone przez niego zmiany dotyczyły przyjęcia bardziej łagodnej polityki wobec Maorysów. Wywołało to ostry konflikt między nim a reprezentującym w kolonii rząd londyński gubernatorem George’em Greyem. W efekcie Fox został obalony w 1862, a jego miejsce zajął Frederick Whitaker. Początkowo Fox przyjął rolę jednego z jego ministrów, ale potem znów opuścił na kilka lat kraj, tym razem podróżując po Australii.
W 1869 po raz kolejny Fox starł w kampanii wyborczej ze Staffordem, którego pokonał i po raz trzeci został premierem. Znów zdecydował o poluzowaniu polityki wobec Maorysów, rezygnując z użycia wobec nich sił. Najważniejszym problemem gabinetu szybko stała się narastająca rywalizacja między premierem a jego ministrem finansów Juliusem Vogelem, promującym ambitny plan szybkiego rozwoju gospodarczego. Wewnętrzna słabość obozu rządzącego została wykorzystana przez Stafforda, który w 1872 zdołał powrócić do władzy.
Po tej porażce Fox ogłosił swoje wycofanie się z polityki. W 1873 następca Stafforda, George Waterhouse, nieoczekiwanie podał się do dymisji. Fox zgodził się wówczas został tymczasowym premierem, dopóki Vogel nie powróci do kraju z wyjazdu zagranicznego. Gdy tylko to nastąpiło, definitywnie rozstał się z premierostwem.
Pod koniec życia Fox zaangażował się w działalność społeczną, przede wszystkim w ruch walki z alkoholizmem. W 1879 został udekorowany Orderem św. Michała i św. Jerzego klasy Rycerz Komandor, co dało mu prawo używania tytułu Sir. Do końca był też bardzo aktywny fizycznie - w 1892, mając 80 lat, zdobył szczyt wulkanu Egmont. Zmarł rok później. Nie pozostawił po sobie biologicznych potomków, ale miało jedno adoptowane dziecko.